# Heckscherville, Pennsylvania
Heckscherville, Pennsylvania (енгл. Heckscherville) насељено је место без административног статуса у америчкој савезној држави Пенсилванија.

## Демографија
По попису из 2010. године број становника је 220, што је 144 (189,5%) становника више него 2000. године.
| Група             | 2000.       | 2010.       |
| Белци             | 76 (100,0%) | 218 (99,1%) |
| Афроамериканци    | 0 (0,0%)    | 0 (0,0%)    |
| Азијати           | 0 (0,0%)    | 0 (0,0%)    |
| Хиспаноамериканци | 0 (0,0%)    | 0 (0,0%)    |
| Укупно            | 76          | 220         |